# Compagnies de mercenaires en Lorraine (XIVe siècle)
Guerres féodales en Lorraine
Batailles
Vézelise, Chaillegney
Le duché de Lorraine et le pays messin, alors terres du Saint-Empire, furent attaqués par les compagnies d'Arnaud de Cervole, dans la seconde moitié du XIVe siècle. Le duché de Lorraine combattit avec un certain succès les mercenaires de « l'Archiprêtre ». La République messine paya une rançon de dix huit mille florins d'or pour mettre fin aux pillages et se débarrasser de ces « routiers ».  

## Contexte
Au XIVe siècle siècle, les « Grandes compagnies », véritables armées de mercenaires, ravagent la France et l'Empire. Ces mercenaires, ou « routiers »,  vivaient au détriment des populations, se vendant au plus offrant, passant d'une cause à une autre. Entre deux guerres, ils se livraient aux pillages, rançonnant indifféremment villes et grands seigneurs. La Lorraine féodale, au territoire fortement morcelé, n'échappe pas à ce fléau. 

## Guerre en Lorraine ducale
Connu pour ses exactions et ses pillages, le chambellan de Charles V, Arnaud de Cervole, rentre au service du duc de Bourgogne Philippe le Hardi. Ce dernier l'envoie rapidement mettre à feu et à sang le duché de Lorraine voisin. En 1363, Cervole, dit « l'Archiprêtre », arrive sur les terres ducales à la tête d'une armée de mercenaires, composée de soudards de différentes régions. 
L'Archiprêtre est alors vigoureusement combattu à Vézelise et Chaillegney par les troupes de Jean Ier de Lorraine, aidées pour la circonstance de troupes messines, composées de nobles - paraiges ou chevalier - et de « six vingt compaignons soldoieurs », les hommes d'arme de la cité messine. La compagnie de « l'Archiprêtre » remonte alors vers Metz, pillant et brûlant des maisons à Sainte-Ruffine, Vaux, Ars-sur-Moselle, Ancy-sur-Moselle, Novéant-sur-Moselle et Jouy-aux-Arches. Arrêté par l'hiver, il se retire finalement avec ses troupes.

## Guerre en Pays messin
Au printemps 1365, l'Archiprêtre reprend son raid sur le pays messin. Le 3 juin 1365, cette troupe d'aventuriers ou routiers, « lesquelx estoient touttes mauvaises gens sans foy et sans loy, et pires que ne sont Sarrasins, et estoient à si grant nombre qu'on les estimoit de soixante mille, sans les vairletz et poursuians », traverse la Moselle, à Mollin et s'installe au sud de Metz, à Maigney, pour préparer un siège et de nouveaux pillages.
La ville de Metz envisage alors de brûler ses faubourgs pour empêcher ces soudards, trop nombreux, de s'y installer, avant de se raviser, craignant un flux de réfugiés trop important dans la cité. La ville se résigne donc à payer une rançon de dix huit mille florins d'or pour se débarrasser des routiers de l'Archiprêtre, « car il estoit sceu et cogneu qu'il n'y avoit prince en toutte France ne Allemaigne, ne cité tant fust forte, qui ne se fust rançonnée en la main de ces mauldits chiens enraigiés, et meismement nostre sainct pere le pappe »,. Les paraiges décident de faire payer dix mille florins à l'abbé de Saint-Symphorien, dont les terres avaient été épargnées, et réunissent rapidement le reste de la somme grâce à ses banquiers. Le 25 juin 1365, la rançon ayant été versée, Arnaud de Cervole et ses troupes repartent vers le sud, sur les terres de l’évêché de Metz. L'évêque Thierry de Boppart, en fin diplomate face à cet ancien clerc, achète alors leur départ en offrant quelques beaux coursiers.

## Conséquences
Le duc Jean de Lorraine montra qu'il était capable de résister aux tentatives de déstabilisation de ses voisins, en défendant âprement ses terres. En revanche, la République messine sortit affaibli de cet épisode peu glorieux. Elle fut donc impitoyable pour les traîtres qui avaient aidés l'« Archiprêtre » et ses troupes sur le terrain. Un homme de Magny, surnommé « le Raillar de Magny », fut ainsi capturé par les soldoyeurs messins, jugé et condamné par les paraiges au supplice de la roue. De 1365 à 1373, des routiers, restés sur place, reprendront les pillages contre le Pays Messin, mais cette fois pour le compte de Pierre de Bar, seigneur de Pierrefort. Le duc Jean reprit aussi les armes contre la cité messine et l'assiégea en vain en 1371.

## Sources
- Huguenin, Jean-François: Les chroniques de la ville de Metz, Le Doyen de St Thiébault, Jean Aubrion, Philippe de Vigneulles, Praillon, Annales messines, etc. 900-1552 , ed S. Lamort, Metz, 1838.
- H. Klipffel: Metz, cité épiscopale et impériale (Xe au XVIe siècle). Un épisode de l’histoire du régime municipal dans les villes romanes de l’empire germanique, Mémoires de l'Académie royale de Belgique, 1867, 19 (pp. 337 ).
- Philippe de Vigneulles: La Chronique de Philippe de Vigneulles (retranscription de Charles Bruneau), Tome second "de l'an 1325 à l'an 1473", Société d'histoire et d'archéologie de la Lorraine, Metz, 1929.
- René Bour, Histoire illustrée de Metz, Paul Even, 1950
- François-Yves Le Moigne (dir.), Histoire de Metz, Privat, 1986 [détail de l’édition]